# Bakoena
Bakoena (in Südafrika und Botswana: Bakwena) ist eine Ethnie der Basotho und Batswana, die eng verwandt sind. Die Bakoena ba Monaheng bilden einen der Hauptstämme der Basotho, die in Lesotho und Südafrika leben. Zu den anderen Stämmen gehören die Batlokoa und die Bataung. In Botswana leben die Bakwena ba ga Sechele.
Der Ausdruck Kwena (in Südafrika und Botswana) bzw. Koena (in Lesotho) ist ein Wort in Sesotho und Setswana und bedeutet Krokodil, das als Totem in der Stammesmythologie eine große Rolle spielt. Die Bakoena stammen von dem Oberhaupt Monaheng (auch Kali) ab, der im 17. Jahrhundert lebte und seine Untergebenen in das Tal des Caledon führte, der heute die Grenze zwischen Lesotho und Südafrika bildet. Zu den bekannten Bakoena gehören auch Mohlomi und Moshoeshoe I. sowie dessen Nachfolger als traditionelles Oberhaupt der Basotho. 